# Oliviero Diliberto
Oliviero Diliberto (ur. 13 października 1956 w Cagliari) – włoski polityk komunistyczny, były minister sprawiedliwości i parlamentarzysta, profesor prawa.

## Życiorys
Z wykształcenia prawnik, studiował m.in. we Frankfurcie i Rzymie. Pracował jako wykładowca akademicki na Uniwersytecie w Cagliari, dochodząc do stanowiska profesora prawa rzymskiego. Wykłada ten przedmiot na Uniwersytecie La Sapienza.
Działalność polityczną rozpoczął w ramach Włoskiej Partii Komunistycznej. Sprzeciwiając się jej przekształceniu w Demokratyczną Partię Lewicy, wziął udział w powołaniu Odrodzenia Komunistycznego.
Od 1994 do 2008 zasiadał w Izbie Deputowanych XII, XIII, XIV i XV kadencji. W 1998 doprowadził do rozłamu w Odrodzeniu Komunistycznym, kwestionując postulat obalenia rządu Romano Prodiego. Współtworzył wówczas nowe ugrupowanie pod nazwą Partia Komunistów Włoskich. W tym samym roku wszedł do nowego gabinetu premiera Massima D’Alemy jako minister sprawiedliwości. Urząd ten sprawował przez półtora roku, tj. do czasu wyjścia PdCI z koalicji rządowej. W 2000 zastąpił Armanda Cossuttę na stanowisku sekretarza krajowego tej partii, stając się jego faktycznym przewodniczącym.
Oliviero Diliberto mimo krytyki centrolewicowego rządu Giuliano Amato pozostał ze swoją partią w bloku Drzewo Oliwne, a w 2006 wprowadził ją do szerszej koalicji L’Unione. W tym samym roku uzyskał mandat radnego rzymskiej rady miasta.
Na potrzeby przedterminowych wyborów brał udział w powołaniu komitetu Lewica-Tęcza, rezygnując samemu z ubiegania się o reelekcję.